# 40 585
40 585 (quarante mille cinq-cent-quatre-vingt-cinq) est le plus grand nombre entier égal à la somme des factorielles de ses chiffres en écriture décimale :
{\displaystyle 40585=4!+0!+5!+8!+5!}
Il n'existe que trois autres nombres possédant la même propriété : 1, 2 et 145, ils sont appelés factorions.